# Catch-22 (Lost)
Catch-22 este un episod al serialului de televiziune Lost, sezonul 3.